# Balge
Balge er en kommune med godt 1.800 indbyggere (2012), beliggende mod vest i centrale del af Landkreis Nienburg/Weser, i den tyske delstat Niedersachsen. Den er en del af Samtgemeinde Marklohe.

## Geografi
Balge ligger omkring 12 km nord for Nienburg og godt 50 km nordvest for Hannover på vestbredden af Weser. I kommunen løber også det lille vandløb Blenhorster Bach.

### Inddeling
I kommunen ligger landsbyerne og bebyggelserne:
Balge, Blenhorst, Bötenberg, Buchholz, Buchhorst, Dolldorf, Holzbalge, Mehlbergen, Möhlenhalenbeck og Sebbenhausen.